# Rommert Pollema
Rommert Pollema (Nijland, 19 april 1890 – Leeuwarden, 9 februari 1965) was een Nederlands politicus. Van 1928 tot 1965 was hij namens de Christelijk-Historische Unie (CHU) lid van de Eerste Kamer der Staten-Generaal.

## Loopbaan
Pollema was een zoon van Hendrik Pollema die van 1908 tot 1913 lid van de Tweede Kamer en van 1919 tot 1931 burgemeester van Lemsterland was. Pollema junior studeerde rechten aan de Vrije Universiteit Amsterdam en was later werkzaam als advocaat en procureur in Leeuwarden. In 1919 raakte hij bij een verkeersongeval gewond aan zijn beide handen. Hij zou hierdoor de rest van zijn leven gehandicapt blijven.
In tegenstelling tot zijn vader, die lid was van de ARP, sloot Pollema zich aan bij de CHU. Door zijn huwelijk in 1920 was hij overgegaan van de Gereformeerde naar de Nederlandsche Hervormde Kerk. In 1923 werd hij lid van de Provinciale Staten van Friesland. Namens de CHU trad hij in 1928 toe tot de Eerste Kamer. Met onderbreking van de bezettingsjaren bleef Pollema tot zijn dood in 1965 senator. Zijn terrein was vooral het financiële beleid. Ook maakte hij zich sterk voor de belangen van de provincie Friesland. In het eerste jaar van de Tweede Wereldoorlog wees hij openlijk het nazi-regime af. Later hield hij zich meer op de vlakte en hield hij zich afzijdig van actief verzetswerk.
Pollema was van 1946 tot 1947 en van 1956 tot 1965 leider van de CHU-fractie in de Eerste Kamer. In 1949 keerde hij zich vanwege staatsrechtelijke bezwaren tegen de soevereiniteitsoverdracht aan Indonesië. Hij stierf in 1965 op 74-jarige leeftijd aan leukemie.

## Privéleven
Pollema was getrouwd met een dochter van Hylke Michiel Tromp, burgemeester van Wymbritseradeel. Het huwelijk bleef kinderloos.
- Biografisch Portaal: 01771842
- International Standard Name Identifier: 0000 0003 9721 4760
- Nederlandse Thesaurus van Auteursnamen: 075059827
- Parlement.com: vg09ll4vjjzk
- Virtual International Authority File: 292306030
- WorldCat: E39PBJxrTxbMXJr8WdCvJ9Gyh3